# Musikjahr 1932
Liste der Musikjahre

◄◄ | ◄ | 1928 | 1929 | 1930 | 1931 | Musikjahr 1932 | 1933 | 1934 | 1935 | 1936 | ► | ►►

Weitere Ereignisse · Country-Musik
Dieser Artikel behandelt das Musikjahr 1932.

Ted Fiorino – Willow Weep for Me (1932)

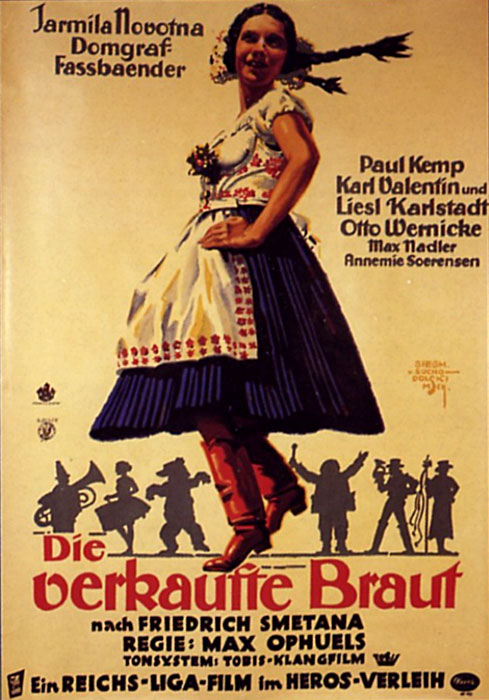
Filmplakat Die verkaufte Braut (1932)

## Ereignisse
- 05. Januar: Uraufführung des Klavierkonzerts für die linke Hand in D-Dur von Maurice Ravel unter der Leitung von Robert Heger, mit Paul Wittgenstein und den Wiener Symphonikern.
- 14. Januar: Maurice Ravels Klavierkonzert G-Dur wird in Paris uraufgeführt.
- 02. April: 29 Jahre nach der Uraufführung wird Anton Bruckners 9. Sinfonie unter Dirigent Siegmund von Hausegger zum ersten Mal in der Originalfassung aufgeführt.
- 01. Mai: Die Musik zu John Alden Carpenters Ballett Skyscrapers wird vom Victor Symphony Orchestra unter der Leitung von Nathaniel Shilkret aufgenommen.
- 15. August: Erste erfolgreiche elektrische Neuaufnahme einer Orchesterbegleitung zu einer Victor-Aufnahme von Enrico Caruso unter der Regie von Nathaniel Shilkret.
- 18. August: Als Erster Operntonfilm – Welturaufführung angekündigt hat der Film Die verkaufte Braut, entstanden unter der Regie von Max Ophüls, in München Premiere.
- 07. Oktober: Das kürzlich von Thomas Beecham gegründete London Philharmonic Orchestra gibt sein erstes öffentliches Konzert.
- 19. Oktober: Frankie Laine und Ruthie Smith stellen am Million Dollar Pier in Atlantic City den Tanzmarathon-Rekord von 3.501 Stunden (145 Tagen) auf.
- 31. Oktober: Sergej Prokofjews Klavierkonzert Nr. 5 G-Dur, op. 55 wird in Berlin uraufgeführt.
- 27. Dezember: Mit einer spektakulären Bühnenshow wird die Radio City Music Hall in New York City für das Publikum eröffnet. Die damit angestrebte Rückkehr zum hochklassigen Varieté scheitert jedoch.
- Das Jahr 1932 markiert den tiefsten Tiefpunkt, den die Tonträgerindustrie während der Weltwirtschaftskrise erleben sollte. In den Vereinigten Staaten sank der Umsatz von 104 Millionen Einheiten im Jahr 1927 auf 6 Millionen im Jahr 1932.

## Instrumentalmusik (Auswahl)
- Thorvald Aagaard: 26 Präludien für den Gottesdienst für Orgel op. 5[1] OCLC 472858466
- Juhan Aavik: Laste söbrad [Spielkameraden], Suite für Orchester[2]
- Béla Bartók: Ungarische Skizzen Sz 97, Uraufführung an 24. Januar in Budapest
- George Gershwin: Cuban Overture
- Paul Graener: Vier Lieder op. 94 nach Texten von Johann Wolfgang von Goethe; Theodor-Storm-Musik op. 93; Drei schwedische Tänze (op. 98); Drei Klavierstücke
- Maria Herz: Suite für Orchester, op. 13
- Wilhelm Kempff: Violinkonzert g-Moll op. 38
- Sergei Sergejewitsch Prokofjew:  5. Klavierkonzert op. 55 Uraufführung am 31. Oktober, Sonate C-Dur für zwei Violinen, op. 56; Zwei Sonatinen, e-Moll und G-Dur op. 54
- Maurice Ravel: Klavierkonzert G-Dur, Uraufführung am 14. Januar 1932 vom Orchestre Lamoureux und der Pianistin Marguerite Long unter Leitung von Ravel
- Ralph Vaughan Williams: Magnificat für Alt, Frauenchor und Orchester

## Vokalmusik (Auswahl)
- Thorvald Aagaard: En Snes folkelige Sange og Viser [Zwanzig Volkslieder und Weisen] für Singstimme und Klavier op. 4[1] OCLC 476067119

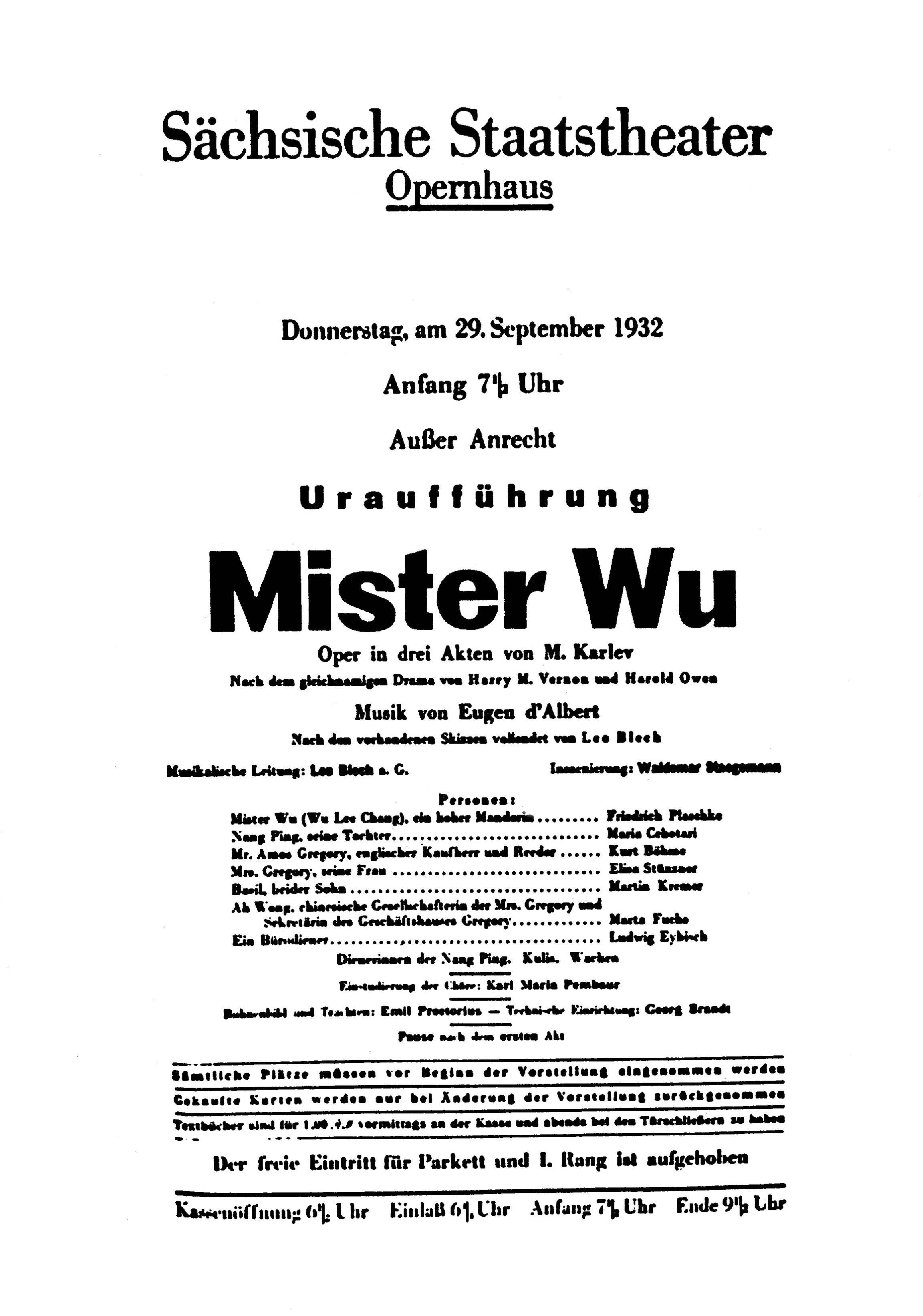
Programmzettel der Uraufführung von Eugen d’Alberts Mr. Wu / Dresden, September 1932

## Musiktheater (Auswahl)
- 14. Februar: Uraufführung der musikalischen Tragikomödie Der gewaltige Hahnrei von Berthold Goldschmidt in Mannheim.
- 16. März: Uraufführung der Oper Maria Egiziaca von Ottorino Respighi an der Carnegie Hall in New York.
- 17. März: Die Uraufführung der Oper La donna serpente (Die Frau als Schlange) von Alfredo Casella mit dem Libretto nach Carlo Gozzi erfolgt am Teatro Reale in Rom.
- 26. März: Im Teatro Calderón in Madrid wird die Zarzuela Luisa Fernanda uraufgeführt, die zu Federico Moreno Torrobas bekanntestem Werk werden wird.
- 01. April: Uraufführung des Singspiels Wenn die kleinen Veilchen blühen von Robert Stolz am Prinzessin-Theater in Den Haag.
- 06. September: Uraufführung der Oper La favola d’Orfeo (Die Geschichte von Orpheus) von Alfredo Casella am Teatro Goldoni in Venedig.
- 29. September: Uraufführung der Oper Mister Wu von Eugen d’Albert auf ein Libretto von Karl Michael von Levetzow an der Staatsoper Dresden.
- 29. Oktober: Uraufführung der Oper Der Schmied von Gent von Franz Schreker an der Deutschen Oper Berlin.
- 23. November: Uraufführung der Operette Glückliche Reise von Eduard Künneke am Theater am Kurfürstendamm in Berlin.
- 10. Dezember: Uraufführung der Operette Venus in Seide von Robert Stolz in Zürich.
- 23. Dezember: Uraufführung der Operette Sissy von Fritz Kreisler am Theater an der Wien in Wien.
- 23. Dezember: Uraufführung der Operette Ball im Savoy von Paul Abraham im Metropol-Theater in Berlin.

Weitere Bühnenwerksuraufführungen
- Emmerich Kálmán: Der Teufelsreiter (Operette)
- Oscar Straus: Eine Frau, die weiß, was sie will (Musikalische Komödie)
- Edmund Eysler: Donauliebchen (Operette)
- Leo Ascher: Bravo Peggy (Operette)
- Ralph Benatzky: Circus Aimee (Operette)
- Rudolf Karel: Gevatterin Tod op. 30 (Oper)

## Musik im Film (Auswahl)

### Filmmusik
- Paul Abraham: Zigeuner der Nacht; Coeurs joyeux; Glück über Nacht; Yes, Mister Brown; Das Blaue vom Himmel
- Richard Fall: Sehnsucht 202
- Werner Richard Heymann: Der Sieger
- Robert Stolz: Der Prinz von Arkadien

### Musikfilme
- Der falsche Torero

## Neuveröffentlichungen (Auswahl)

### Lieder und Kompositionen
| Lied                           | Text                        | Musik             | Erstinterpret | Label  | Veröffentlichung | Genre        | Weitere Informationen                                                                 |
| ------------------------------ | --------------------------- | ----------------- | ------------- | ------ | ---------------- | ------------ | ------------------------------------------------------------------------------------- |
| Brother, Can You Spare a Dime? | Yip Harburg                 | Jay Gorney        | Rex Weber     |        | 1932             |              | Erstmals im Rahmen des Musicals Americana aufgeführt                                  |
| Flieger, grüß mir die Sonne    | Walter Reisch               | Allan Gray        | Hans Albers   |        | 1932             | Pop          | Musik aus dem UFA-Film F.P.1 antwortet nicht                                          |
| It’s Only a Paper Moon         | E. Y. Harburg, Billy Rose   | Harold Arlen      | Paul Whiteman | Victor | 1932             | Jazz         | Jazzstandard                                                                          |
| Solidaritätslied               | Bertolt Brecht, Ernst Busch | Hanns Eisler      |               |        | 1932             | Arbeiterlied | erste Textversion unter Mitwirkung zahlreicher Arbeiterchöre und -sportler aufgeführt |
| Wenn die bunten Fahnen wehen   | Alfred Zschiesche           | Alfred Zschiesche |               |        | 1932             | Fahrtenlied  | 1933 vom Nerother Wandervogel veröffentlicht                                          |

## Geboren

### Januar
- 03. Januar: Yolanda Montes, Tongolele, US-amerikanische Tänzerin, Schauspielerin und Sängerin († 2025)
- 05. Januar: Laten Johnny Adams, US-amerikanischer Blues-Sänger († 1998)
- 07. Januar: Hugh Orr, kanadischer Flötist, Musikpädagoge und Instrumentenbauer
- 12. Januar: Christoph Caskel, deutscher Konzertschlagzeuger und Musikpädagoge († 2023)
- 15. Januar: Kenny Parchman, US-amerikanischer Rockabilly-Musiker († 1999)
- 16. Januar: Laurette Goldberg, US-amerikanische Cembalistin und Musikpädagogin († 2005)
- 16. Januar: Henryk Wojnarowski, polnischer Dirigent, Chorleiter und Musikpädagoge
- 18. Januar: William Bukový, slowakisch-tschechischer Komponist († 1968)
- 19. Januar: Lidija Anatoljewna Dawydowa, sowjetische bzw. russische Sopranistin und Kammersängerin († 2011)
- 19. Januar: Polibio Mayorga, ecuadorianischer Songwriter, Akkordeonist und Keyboarder
- 23. Januar: Rajmund Ambroziak, polnischer Pianist und Dirigent († 1996)
- 23. Januar: Cyril Davies, britischer Bluesmusiker († 1964)
- 23. Januar: James Rado, US-amerikanischer Schauspieler und Songwriter († 2022)
- 23. Januar: George Aliceson Tipton, US-amerikanischer Komponist, Musikarrangeur und Dirigent († 2016)
- 26. Januar: Stanislas Deriemaeker, flämischer Organist und Musikpädagoge († 2024)
- 26. Januar: Coxsone Dodd, jamaikanischer Reggae-Musiker und Schallplattenproduzent († 2004)
- 26. Januar: Walter Leissle, deutscher Liedtexter († 2013)
- 27. Januar: Rimma Fjodorowna Kasakowa, sowjetische bzw. russische Lyrikerin, Übersetzerin und Liedermacherin († 2008)
- 27. Januar: Lothar Klein, US-amerikanisch Komponist deutscher Herkunft († 2004)
- 27. Januar: Jorge Valdez, argentinischer Tangosänger († 2002)

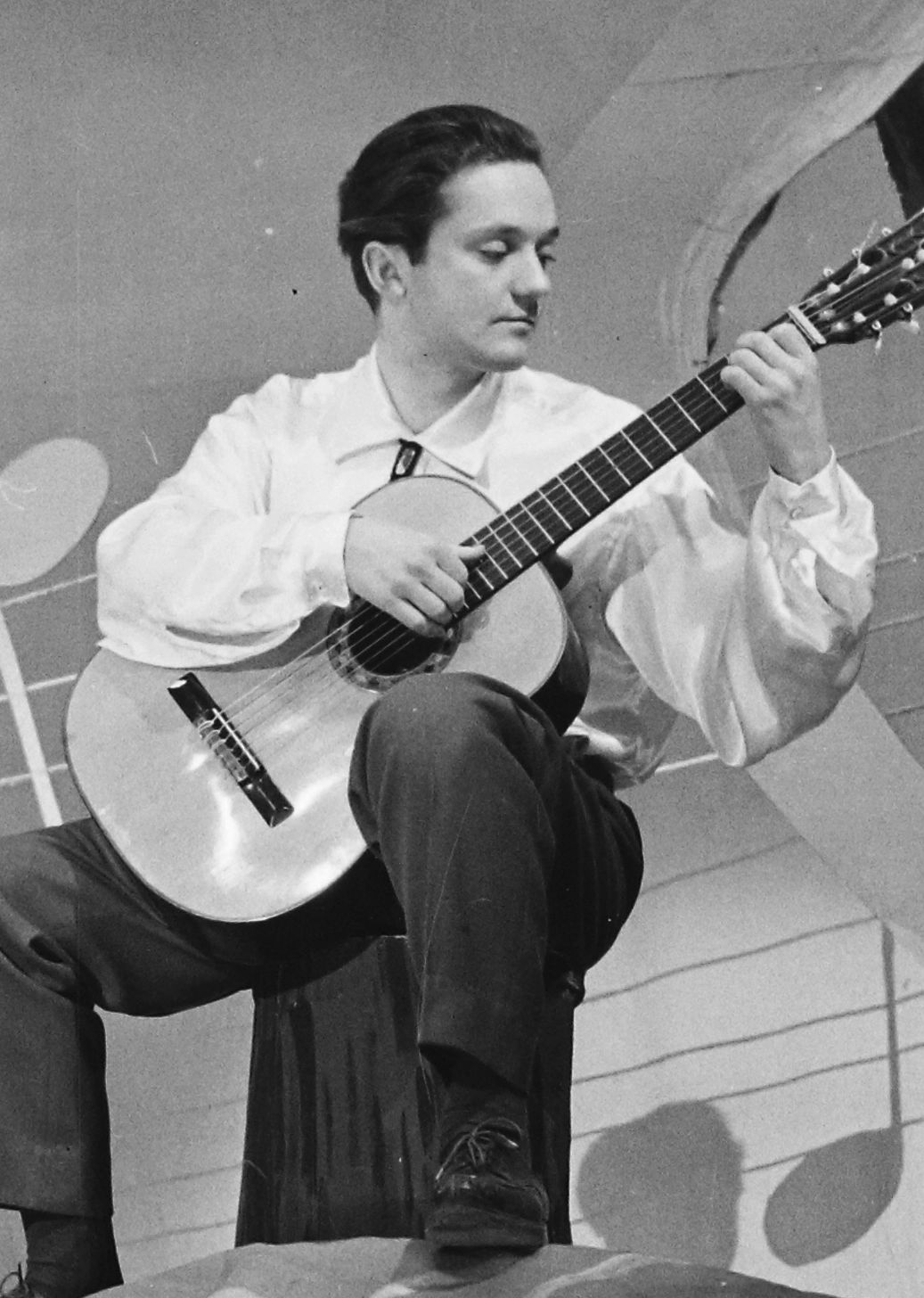
László Szendrey-Karper; * 28. Januar

- 28. Januar: László Szendrey-Karper, ungarischer Gitarrist und Gitarrenpädagoge († 1991)
- 29. Januar: Frank Assunto, US-amerikanischer Bandleader und Trompeter († 1974)
- 31. Januar: Pete St. John, irischer Folk-Musiker († 2022)

### Februar
- 02. Februar: Jacky Milliet, Schweizer Jazzmusiker († 2024)
- 05. Februar: Kiyoko Tanaka, japanische Pianistin († 1996)
- 06. Februar: Heinz-Klaus Metzger, deutscher Musiktheoretiker und Musikkritiker († 2009)

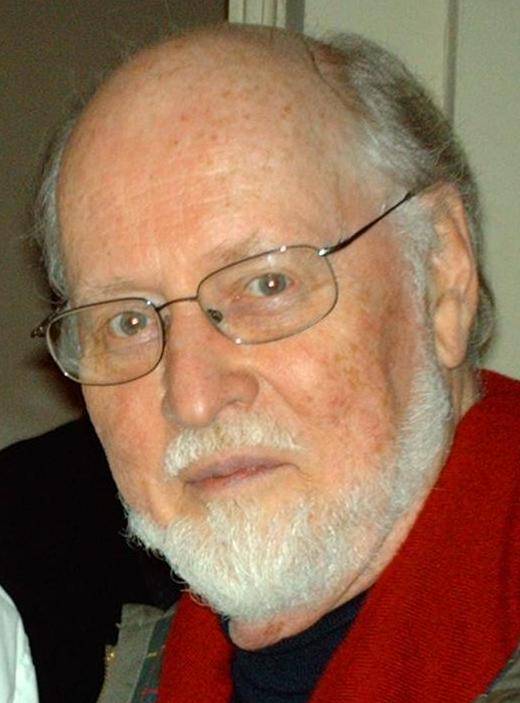
John Williams; * 8. Februar

- 08. Februar: John Williams, US-amerikanischer Komponist
- 09. Februar: Herbert Deutsch, US-amerikanischer Komponist († 2022)
- 10. Februar: Roland Hanna, US-amerikanischer Jazzpianist († 2002)
- 10. Februar: Barrie Ingham, britischer Schauspieler und Sänger († 2015)
- 11. Februar: Tālivaldis Āboliņš, sowjetischer Schauspieler und Sänger († 1991)
- 11. Februar: Liselotte Ebnet, deutsche Operetten- und Musicalsängerin († 2009)
- 13. Februar: Héctor Cabrera, venezolanischer Sänger und Schauspieler († 2003)
- 15. Februar: Herbert Schmidt, luxemburgischer Orgelbauer († 2018)
- 18. Februar: Andreas Meyer-Hanno, deutscher Musikprofessor und Schwulenaktivist († 2006)
- 22. Februar: Frank Smith, US-amerikanischer Jazzmusiker (Piano) († 1999)
- 23. Februar: Hansheiri Dahinden, Schweizer Politiker und Liedermacher († 2022)
- 24. Februar: Michel Legrand, französischer Komponist und Pianist († 2019)
- 25. Februar: Faron Young, US-amerikanischer Country-Sänger († 1996)

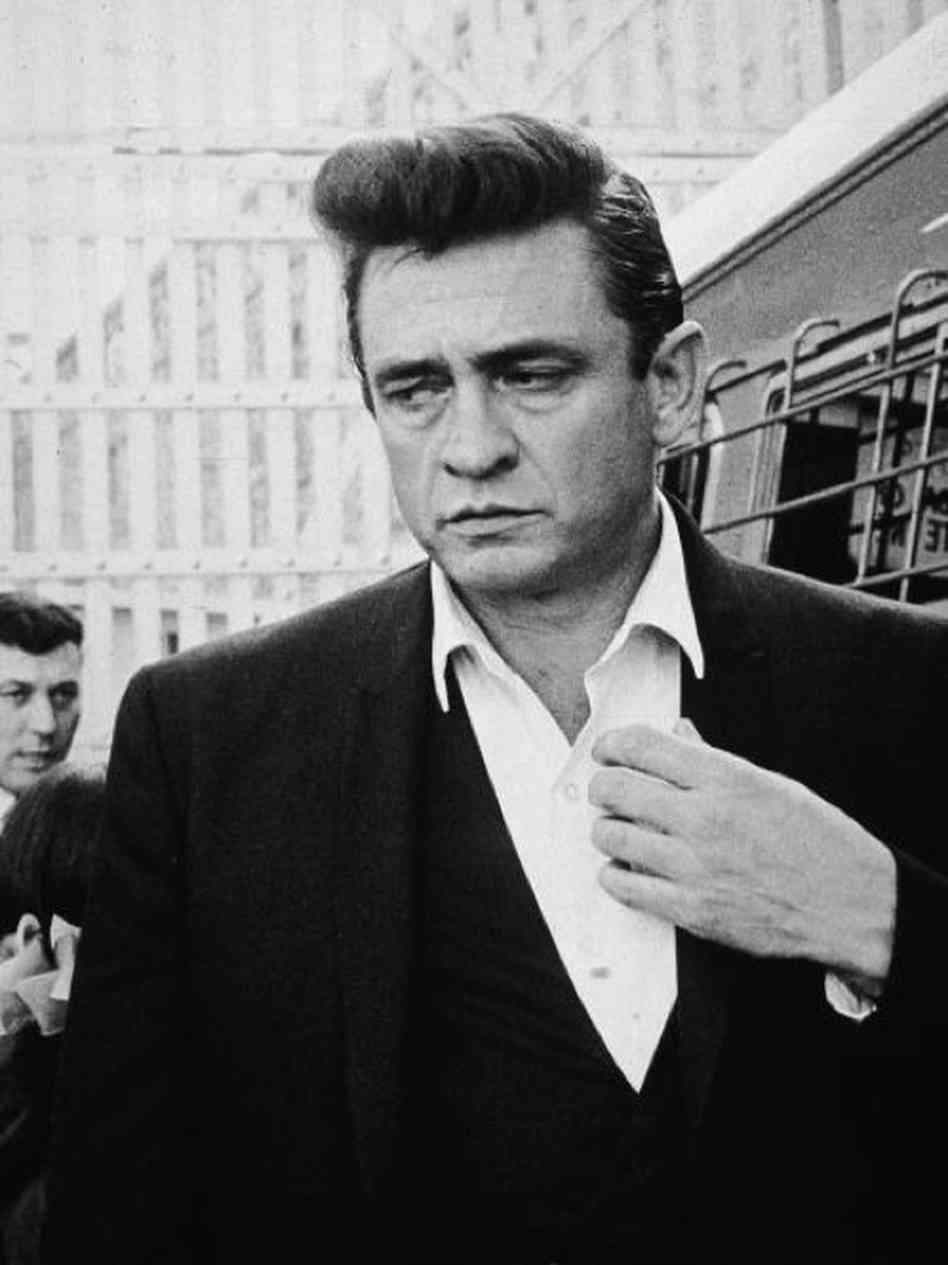
Johnny Cash; * 26. Februar

- 26. Februar: Johnny Cash, US-amerikanischer Country-Musiker († 2003)
- 27. Februar: Roger Boutry, französischer Komponist und Professor († 2019)
- 27. Februar: Gerhard Braun, deutscher Musiker († 2016)

### März
- 01. März: István Koloss, ungarischer Organist und Komponist († 2010)
- 01. März: Dieter Scholz, deutscher Operetten- und Opernsänger († 2007)

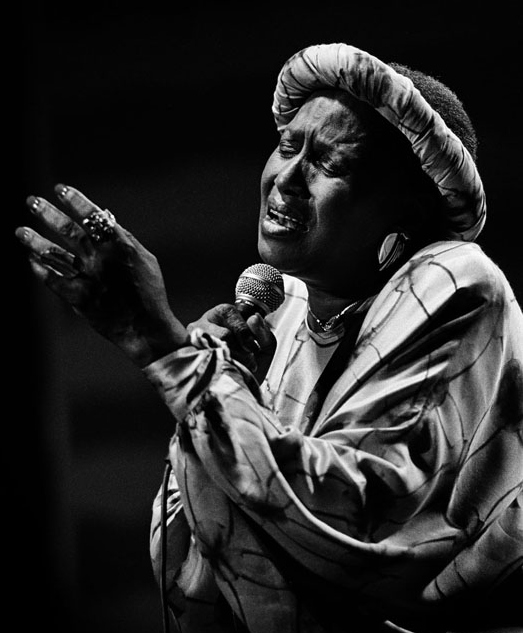
Miriam Makeba; * 4. März

- 04. März: Rolf Kuhnert, deutscher Pianist und Komponist († 2024)
- 04. März: Miriam Makeba, südafrikanische Sängerin († 2008)
- 04. März: Diana McIntosh, kanadische Pianistin, Komponistin und Performancekünstlerin († 2022)
- 05. März: André Hajdu, ungarisch-israelischer Komponist († 2016)
- 07. März: Barbara Moore, britische Pop- und Jazzmusikerin († 2021)
- 07. März: Stefan Sutkowski, polnischer Oboist, Musikologe sowie Gründer und Leiter der Warschauer Kammeroper († 2017)
- 08. März: Medea Abrahamjan, sowjetische bzw. armenische Cellistin und Professorin († 2021)
- 08. März: Alain Bernaud, französischer Komponist († 2020)
- 08. März: Erling Blöndal Bengtsson, dänischer Cellist († 2013)
- 08. März: Franz Müller-Heuser, deutscher Konzertsänger († 2010)
- 11. März: Leroy Jenkins, US-amerikanischer Geiger und Komponist († 2007)
- 15. März: Arif Mardin, türkischer Musikproduzent († 2006)
- 17. März: Dimitri Agrafiotis, griechischer Dirigent, Bratschist und Komponist
- 19. März: Milan Kuna, tschechischer Musikwissenschaftler, Autor und Herausgeber
- 20. März: Earl Buster Smith, US-amerikanischer Jazzmusiker († 2003)
- 23. März: Delphi Lawrence, britische Schauspielerin und Musicaldarstellerin († 2002)
- 24. März: Christiane Eda-Pierre, französische Opernsängerin († 2020)
- 24. März: Johann Georg Schaarschmidt, deutscher Dirigent, Opernregisseur und Hochschulrektor († 2022)
- 25. März: Helmut Baier, deutscher Orchesterleiter († 1997)
- 27. März: Heinrich E. Weber, deutscher Vegetationskundler und Musikwissenschaftler († 2020)
- 29. März: Anton Kontra, ungarischer Geiger, Konzertmeister, Solist und Kammermusiker († 2020)

### April
- 01. April: Jiří Smutný, tschechischer Komponist, Dirigent und Musikpädagoge
- 03. April: Carl Gross, deutscher Schlagersänger († 2022)
- 04. April: Pierre Lacotte, französischer Balletttänzer und Choreograf († 2023)
- 07. April: Cal Smith, US-amerikanischer Country-Musiker († 2013)
- 08. April: Tommy Cogbill, US-amerikanischer Bassist († 1982)
- 09. April: Carl Perkins, US-amerikanischer Rockabilly-Musiker († 1998)
- 09. April: Christoph Richter, deutscher Musikwissenschaftler und Musikpädagoge († 2020)
- 10. April: Blaze Starr, US-amerikanische Burlesque-Tänzerin und Stripperin († 2015)
- 13. April: Hermann Oettl, österreichischer Orgelbauer († 2006)

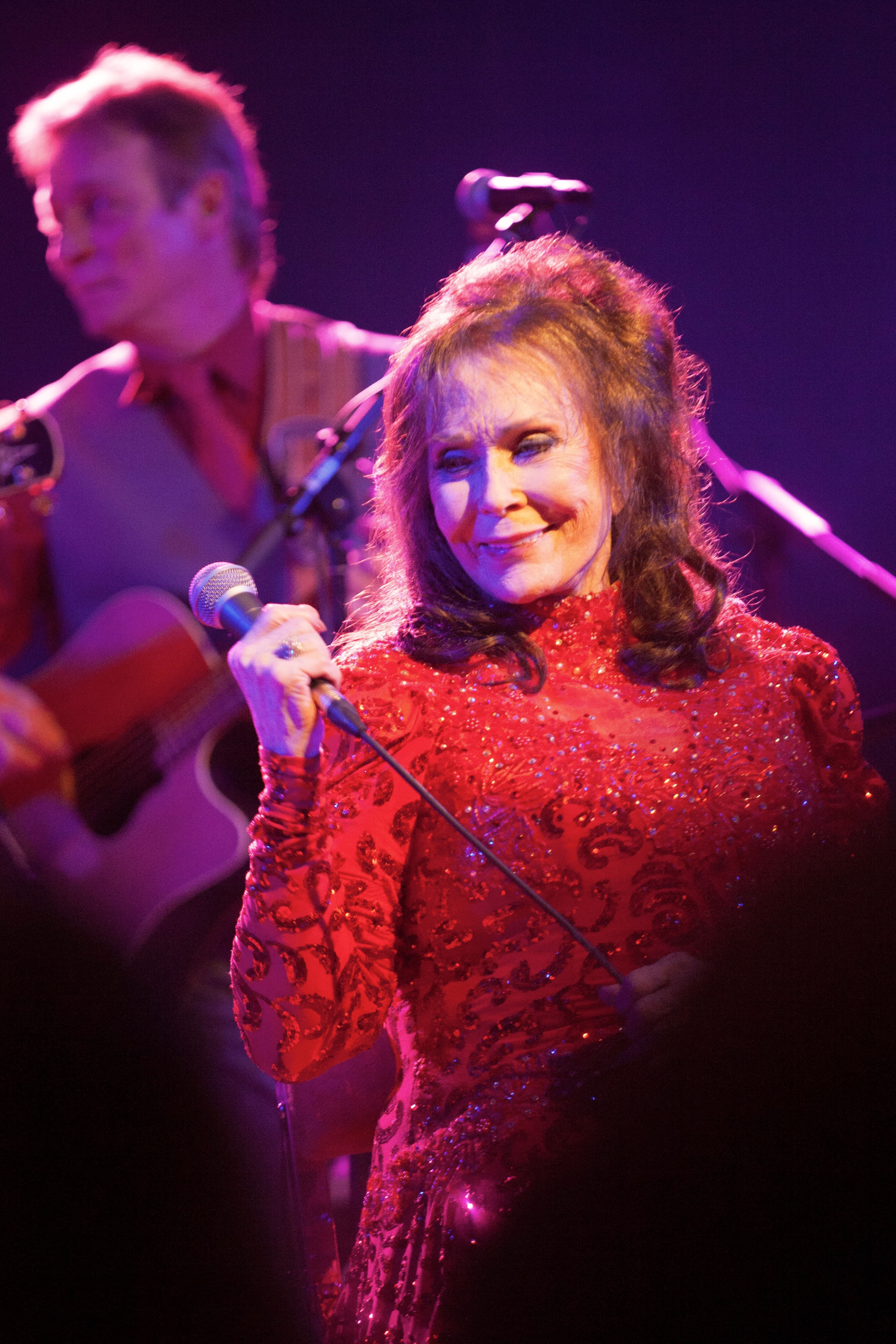
Loretta Lynn; * 14. April

- 14. April: Loretta Lynn, US-amerikanische Countrysängerin († 2022)
- 16. April: Francesc Taverna i Bech, katalanischer Komponist und Musikkritiker († 2010)
- 17. April: Gitta Steiner, US-amerikanische Komponistin († 1990)
- 17. April: Jiří Strejc, tschechischer Komponist, Organist, Chorleiter und Musikpädagoge († 2010)
- 18. April: Dominic Spera, US-amerikanischer Jazzmusiker und Hochschullehrer († 2021)
- 22. April: Isao Tomita, japanischer Musiker und Komponist († 2016)
- 23. April: Hansl Krönauer, deutscher Komponist und Sänger († 2011)
- 23. April: Artur Schütt, deutscher Pädagoge, Librettist und Autor († 2024)
- 25. April: Gerhard Vohwinkel, deutscher Trompeter des Dixieland Jazz († 2025)
- 25. April: Roberto Yanés, argentinischer Sänger († 2019)
- 26. April: Francis Lai, französischer Komponist, Akkordeonist und Oscar-Preisträger († 2018)
- 28. April: Marek Kopelent, tschechischer Komponist († 2023)
- 28. April: Steven Staryk, kanadischer Geiger und Musikpädagoge
- 29. April: Nana Gualdi, italienisch-deutsche Sängerin und Schauspielerin († 2007)

### Mai
- 04. Mai: Eva Zikmundová, tschechoslowakische Opernsängerin († 2020)
- 05. Mai: Antonio Agri, argentinischer Tangoviolinist († 1998)
- 05. Mai: Aurel Stroe, rumänischer Komponist und Musikpädagoge († 2008)
- 07. Mai: Nuria Nono-Schönberg, österreichisch-US-amerikanische Musikwissenschafterin und Biographin
- 10. Mai: Gottfried Aegler, Schweizer Musiker
- 11. Mai: Lennart Jansson, schwedischer Jazzmusiker (Saxophone, Klarinette) († 1999)
- 11. Mai: Josef Zíma, tschechischer Filmschauspieler, Schlagzeuger, Sänger und Moderator († 2025)

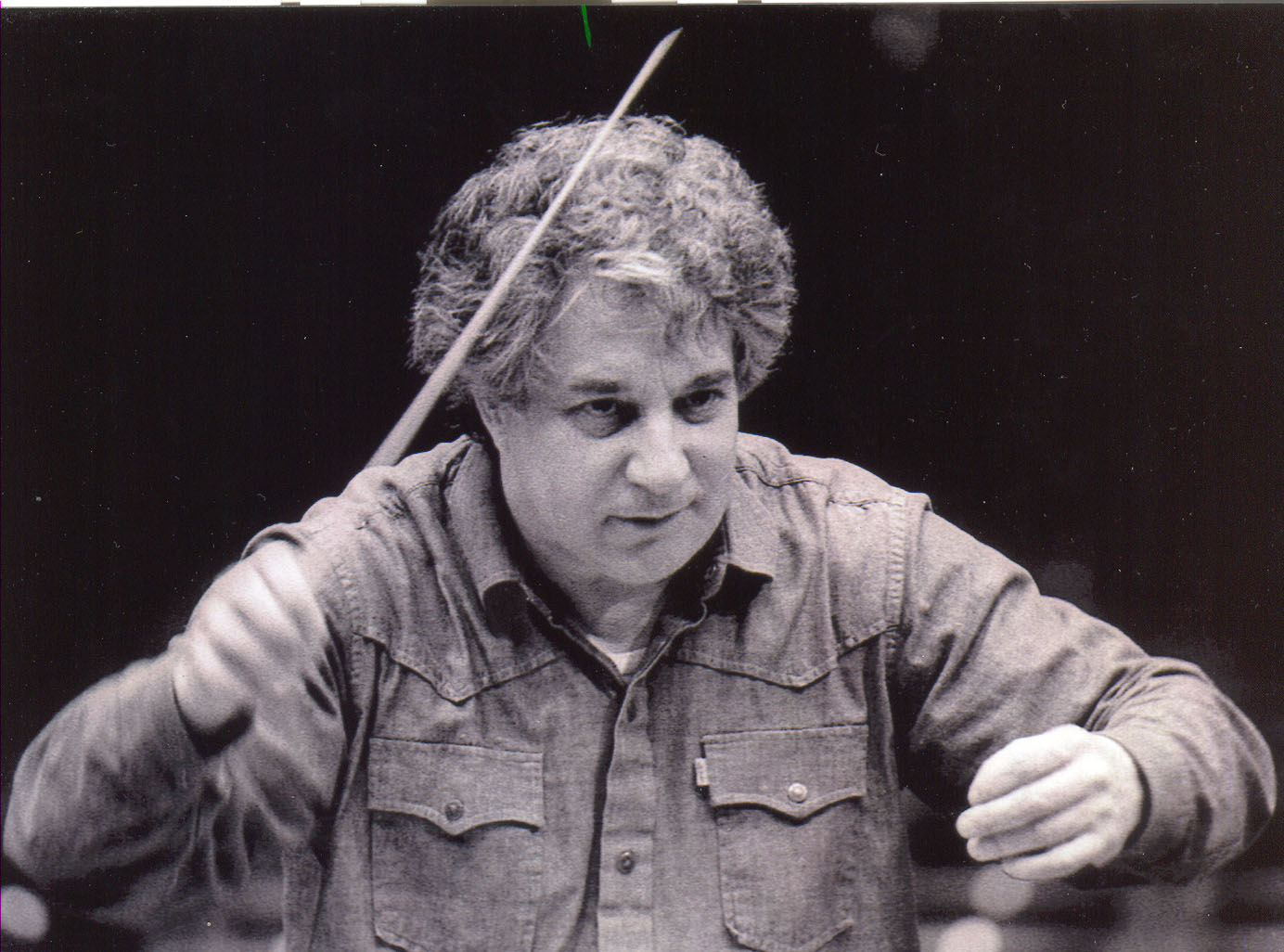
Juri Aronowitsch; * 13. Mai

- 13. Mai: Juri Michailowitsch Aronowitsch, israelischer Dirigent († 2002)
- 16. Mai: Redd Holt, US-amerikanischer Schlagzeuger († 2023)
- 17. Mai: David Izenzon, US-amerikanischer Jazz-Bassist († 1979)
- 17. Mai: Hans-Wilhelm Vogt, deutscher Akkordeonist, Musikpädagoge und Komponist († 2020)
- 19. Mai: Claude Blanchard, kanadischer Schauspieler und Sänger († 2006)
- 19. Mai: Alma Cogan, englische Schlagersängerin († 1966)
- 19. Mai: Maximilian Zweimüller, österreichischer Lehrer, Schulleiter, Chorleiter, Cembalist und Organist († 2008)
- 20. Mai: Nazyl Báez Finol, venezolanische Komponistin, Dirigentin und Musikpädagogin
- 20. Mai: Roberto Pansera, argentinischer Bandoneonist, Organist, Bandleader, Arrangeur und Komponist († 2005)
- 21. Mai: Eugene Hartzell, US-amerikanischer Komponist († 2000)
- 23. Mai: Les Spann, US-amerikanischer Jazzmusiker († 1989)
- 27. Mai: Junior Parker, US-amerikanischer Blues-Musiker († 1971)
- 30. Mai: Pauline Oliveros, US-amerikanische Komponistin († 2016)

### Juni
- 01. Juni: Carl Schachter, US-amerikanischer Musiktheoretiker und -pädagoge
- 02. Juni: Bedros Filippowitsch Kirkorow, russisch-bulgarischer Popsänger und Volkskünstler Russlands († 2025)
- 02. Juni: Robert Kohnen, belgischer Cembalist und Organist († 2019)
- 02. Juni: Andor Losonczy, ungarisch-österreichischer Komponist und Pianist († 2018)
- 02. Juni: Sammy Turner, US-amerikanischer Sänger
- 05. Juni: Siegfried Gissel, deutscher Musikwissenschaftler und Musikpädagoge
- 08. Juni: Charles Boles, US-amerikanischer Jazzmusiker (Piano) († 2024)
- 08. Juni: Guy Lacour, französischer Komponist und Professor († 2013)
- 11. Juni: T. V. Gopalkrishnan, indischer Mridangmanspieler, Geiger, Sänger und Musikpädagoge

Mimi Coertse; * 12. Juni

- 12. Juni: Mimi Coertse, südafrikanische Sopranistin, österreichische Kammersängerin
- 12. Juni: Tōru Funamura, japanischer Komponist und Sänger († 2017)
- 12. Juni: Max Leemann, Schweizer Komponist und Dirigent († 2002)
- 12. Juni: Almut Rößler, deutsche Organistin und Kirchenmusikerin († 2015)
- 13. Juni: Bob McGrath, US-amerikanischer Schauspieler, Sänger und Buchautor († 2022)
- 14. Juni: Ramón Díaz Peralta, dominikanischer Pianist und Musikpädagoge
- 15. Juni: Juan Levy, deutscher Pianist, Dirigent und Musikschriftsteller († 2025)
- 18. Juni: Robert Freund, österreichischer Hornist
- 19. Juni: Ernest Ranglin, jamaikanischer Ska- und Jazz-Gitarrist
- 20. Juni: Mzilikazi Khumalo, südafrikanischer Komponist und Chorleiter († 2021)

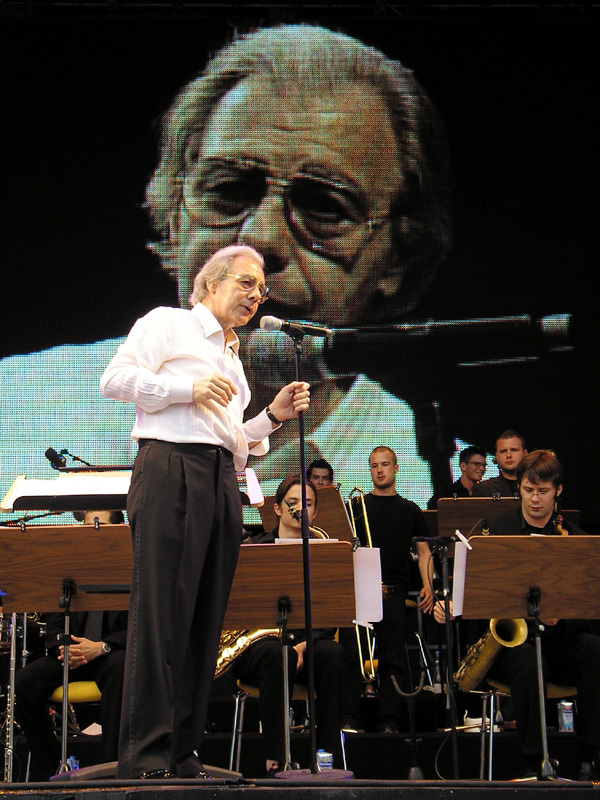
Lalo Schifrin; * 21. Juni

- 21. Juni: Lalo Schifrin, argentinischer Pianist, Komponist, Arrangeur und Dirigent († 2025)
- 24. Juni: George Gruntz, Schweizer Jazz-Pianist († 2013)
- 24. Juni: Spiros Thomatos, griechischer Gitarrist († 2012)
- 29. Juni: Mauricio Rosenmann Taub, chilenischer Komponist und Schriftsteller († 2021)
- 30. Juni: Martin Mailman, US-amerikanischer Komponist und Professor († 2000)
- 00. Juni: Charles Boles, US-amerikanischer Jazzmusiker († 2024)

### Juli
- 02. Juli: Els Bolkestein, niederländische Opernsängerin und Gesangspädagogin († 2021)

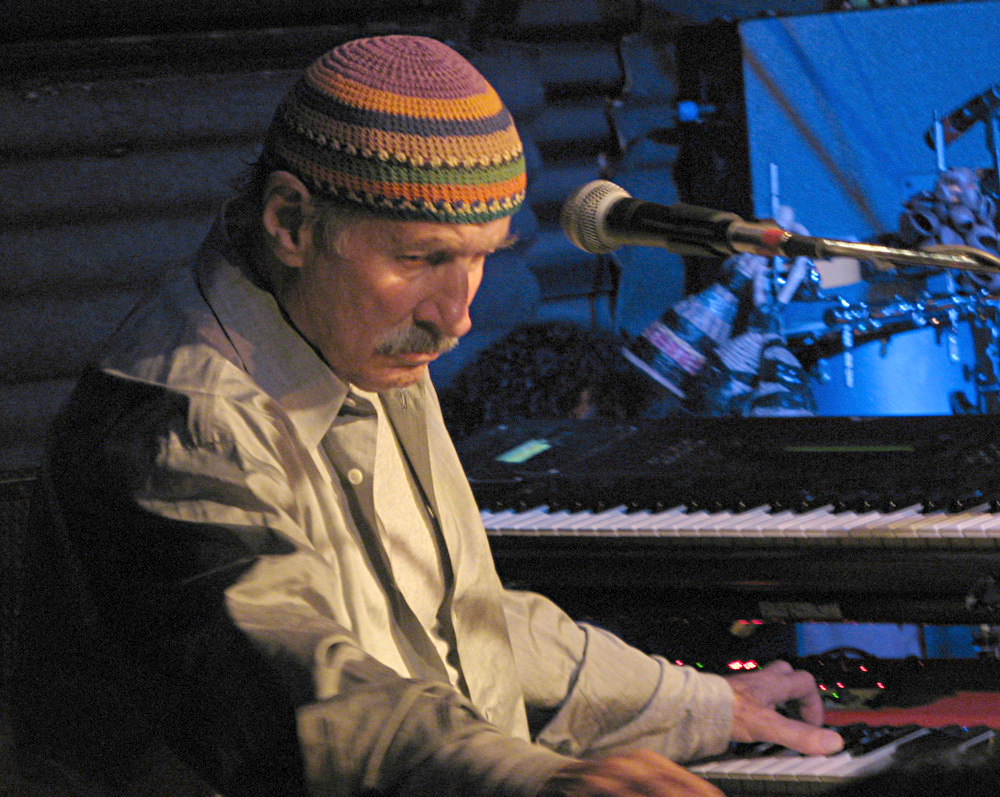
Joe Zawinul; * 7. Juli

- 07. Juli: Joe Zawinul, österreichischer Jazz-Pianist und Keyboarder († 2007)
- 08. Juli: Franca Raimondi, italienische Sängerin († 1988)
- 08. Juli: Wilfried Rittau, deutscher Kirchenmusiker († 2022)
- 11. Juli: János Kárpáti, ungarischer Musikwissenschaftler († 2021)
- 12. Juli: Olga Delgrossi, uruguayische Tangosängerin
- 12. Juli: Herbert Müller, österreichischer Musiker, Journalist und Schallplattenmanager († 2024)
- 13. Juli: Per Nørgård, dänischer Komponist († 2025)
- 14. Juli: Del Reeves, US-amerikanischer Country-Sänger und Songwriter († 2007)
- 17. Juli: Wojciech Kilar, polnischer Filmkomponist († 2013)
- 21. Juli: Micheline Tessier, kanadische Sängerin und Gesangspädagogin († 2006)
- 25. Juli: Smokey Joe Baugh, US-amerikanischer Pianist und Country-Musiker († 1999)
- 26. Juli: Ray Mosca, US-amerikanischer Jazzmusiker (Schlagzeug) († 2024)
- 31. Juli: Hans-Joachim Bartsch, deutscher Organist und Hochschullehrer

### August
- 02. August: Donald Hunsberger, US-amerikanischer Dirigent und Arrangeur († 2023)
- 05. August: Wladimir Fedossejew, russischer Dirigent
- 05. August: Mickey Gravine, US-amerikanischer Jazz- und Studiomusiker († 2023)
- 05. August: Tera de Marez Oyens, niederländische Komponistin und Dirigentin († 1996)
- 06. August: Dorothy Ashby, US-amerikanische Jazz-Harfenistin und Komponistin († 1986)
- 08. August: Bill Beach, US-amerikanischer Rockabilly-Musiker
- 08. August: Lino Borges, kubanischer Bolerosänger († 2003)

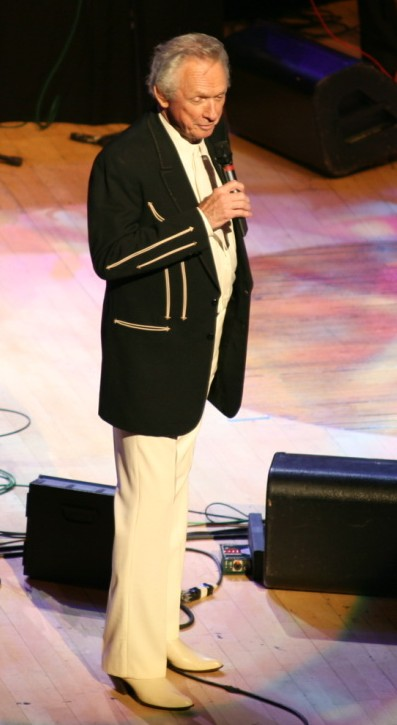
Mel Tillis; * 8. August

- 08. August: Mel Tillis, US-amerikanischer Country-Sänger († 2017)
- 09. August: Peter Compo, US-amerikanischer Jazz- und klassischer Musiker († 2003)
- 10. August: Alexander Goehr, englischer Komponist klassischer Musik († 2024)
- 12. August: Sergei Slonimski, russischer Komponist, Pianist und Musikwissenschaftler († 2020)
- 13. August: Egon Friedler, uruguayischer Journalist und Musikkritiker († 2022)
- 15. August: Thuận Yến, vietnamesischer Offizier und Komponist († 2014)
- 16. August: Pervis Spann, US-amerikanischer Radiomoderator, Konzertveranstalter, Clubeigentümer und Manager († 2022)
- 23. August: Jack Earls, US-amerikanischer Rockabilly-Musiker († 2023)
- 24. August: Bobby Sisco, US-amerikanischer Country- und Rockabilly-Musiker († 2005)
- 25. August: Lee Denson: US-amerikanischer Rockabilly-Musiker († 2007)
- 25. August: Daryl Irvine, kanadische Pianistin und Musikpädagogin († 2020)
- 29. August: Jerry Dodgion, US-amerikanischer Jazz-Saxophonist († 2023)
- 30. August: Victor Paz, panamaischer Jazzmusiker († 2021)
- 31. August: Willy Hautvast, niederländischer Komponist und Musiker († 2020)

### September
- 04. September: Joe Viera, deutscher Jazzsaxophonist und -pädagoge († 2024)
- 06. September: Hiroyuki Iwaki, japanischer Dirigent († 2006)
- 06. September: Gilles Tremblay, kanadischer Komponist († 2017)
- 08. September: Patsy Cline, US-amerikanische Country-Sängerin († 1963)
- 09. September: William Dooley, US-amerikanischer Opernsänger († 2019)
- 13. September: Prabha Atre, indische klassische Sängerin, Komponistin und Musikpädagogin († 2024)
- 13. September: Anton Nanut, slowenischer Dirigent und Professor († 2017)
- 18. September: Jean-Michel Defaye, französischer Filmkomponist († 2025)
- 18. September: Reuven Yaron, israelischer Komponist und Soldat († 1956)
- 20. September: Jean-Marie Londeix, französischer Saxophonist († 2025)
- 21. September: Don Preston, US-amerikanischer Rockmusiker und Filmmusikkomponist
- 25. September: Mario Gareña, kolumbianischer Komponist und Sänger († 2021)

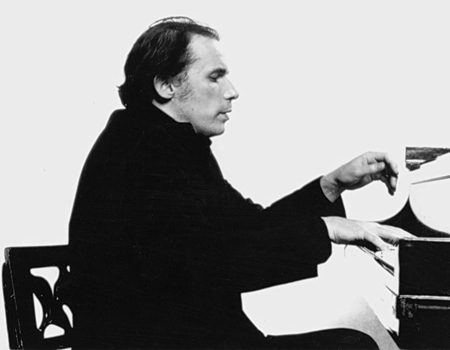
Glenn Gould; * 25. September

- 25. September: Glenn Gould, kanadischer Pianist, Komponist, Musikautor († 1982)
- 26. September: Horacio Casares, argentinischer Tangosänger († 2009)
- 26. September: Donna Douglas, US-amerikanische Schauspielerin, Sängerin, Immobilienmaklerin, Rednerin und Buchautorin († 2015)
- 26. September: Giacomo Manzoni, italienischer Komponist und Musikpädagoge
- 27. September: Lucjan Kaszycki, polnischer Komponist, Musikpädagoge und -wissenschaftler († 2021)
- 28. September: Boyd McDonald, kanadischer Pianist, Komponist und Musikpädagoge
- 30. September: Wilhelm Brückner, deutscher Geigenbauer († 2025)

### Oktober

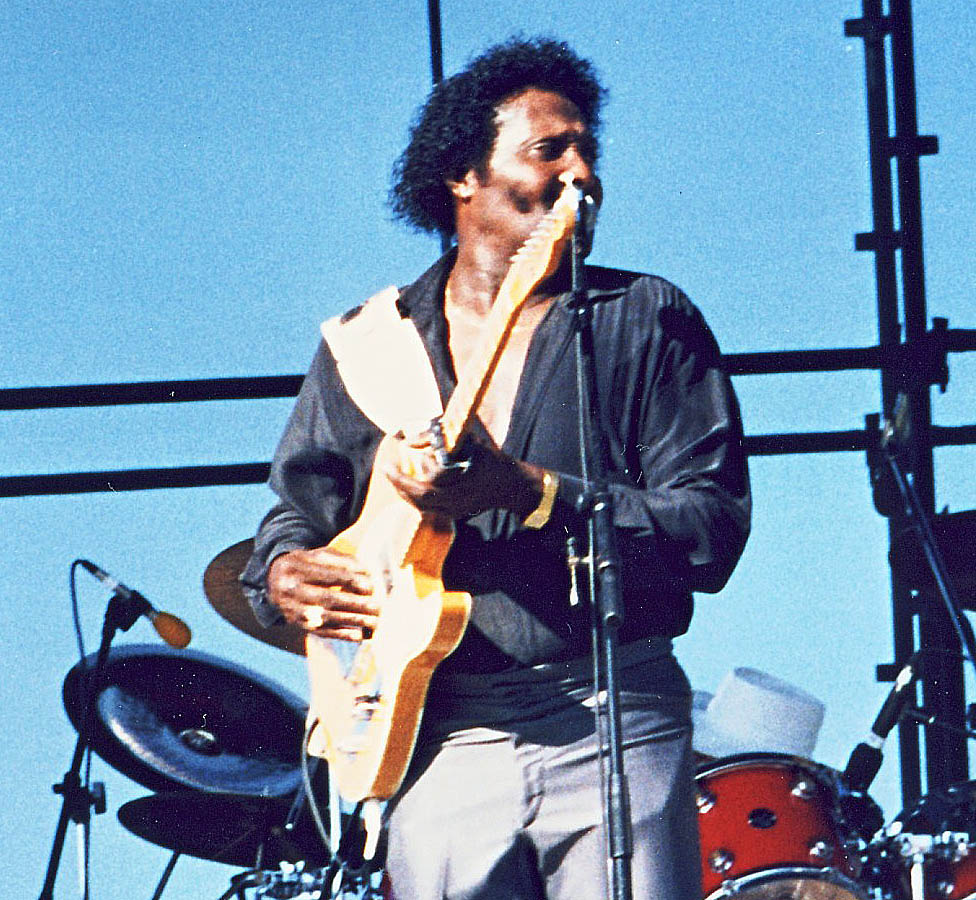
Albert Collins; * 1. Oktober

- 01. Oktober: Albert Collins, US-amerikanischer Blues-Gitarrist und Sänger († 1993)
- 03. Oktober: Samuel Ekpe Akpabot, nigerianischer Komponist († 2000)
- 05. Oktober: Lawrence Cohn, US-amerikanischer Musikproduzent, Blues-Sammler und Autor († 2023)
- 07. Oktober: Baligh Hamdi, ägyptischer Komponist († 1993)
- 08. Oktober: Finn Mickelborg, dänischer Maler und Jazzmusiker († 2007)
- 11. Oktober: Dottie West, US-amerikanische Country-Sängerin († 1991)
- 16. Oktober: Ben Aronov, US-amerikanischer Jazzpianist († 2015)
- 16. Oktober: Joop Voorn, niederländischer Komponist und Musikpädagoge († 2021)
- 16. Oktober: Claude Léveillée, kanadischer Singer-Songwriter, Komponist und Schauspieler († 2011)
- 17. Oktober: Rajeev Taranath, indischer Sarodspieler, Komponist und Musikpädagoge († 2024)
- 24. Oktober: Liu Zhuang, chinesische Komponistin († 2011)
- 25. Oktober: Mary Schneider, australische Sängerin
- 31. Oktober: Thomas Rolston, kanadischer Geiger, Dirigent und Musikpädagoge († 2010)

### November
- 01. November: Joaquín Achúcarro, spanischer Pianist und Musikpädagoge
- 05. November: Alfredo Del Río, argentinischer Tangosänger († 1978)
- 06. November: Predrag Gojković Cune, serbischer Sänger († 2017)
- 10. November: Manuel Duchesne, kubanischer Dirigent († 2005)
- 10. November: Richard Oesterreicher, österreichischer Dirigent und Jazzmusiker († 2023)

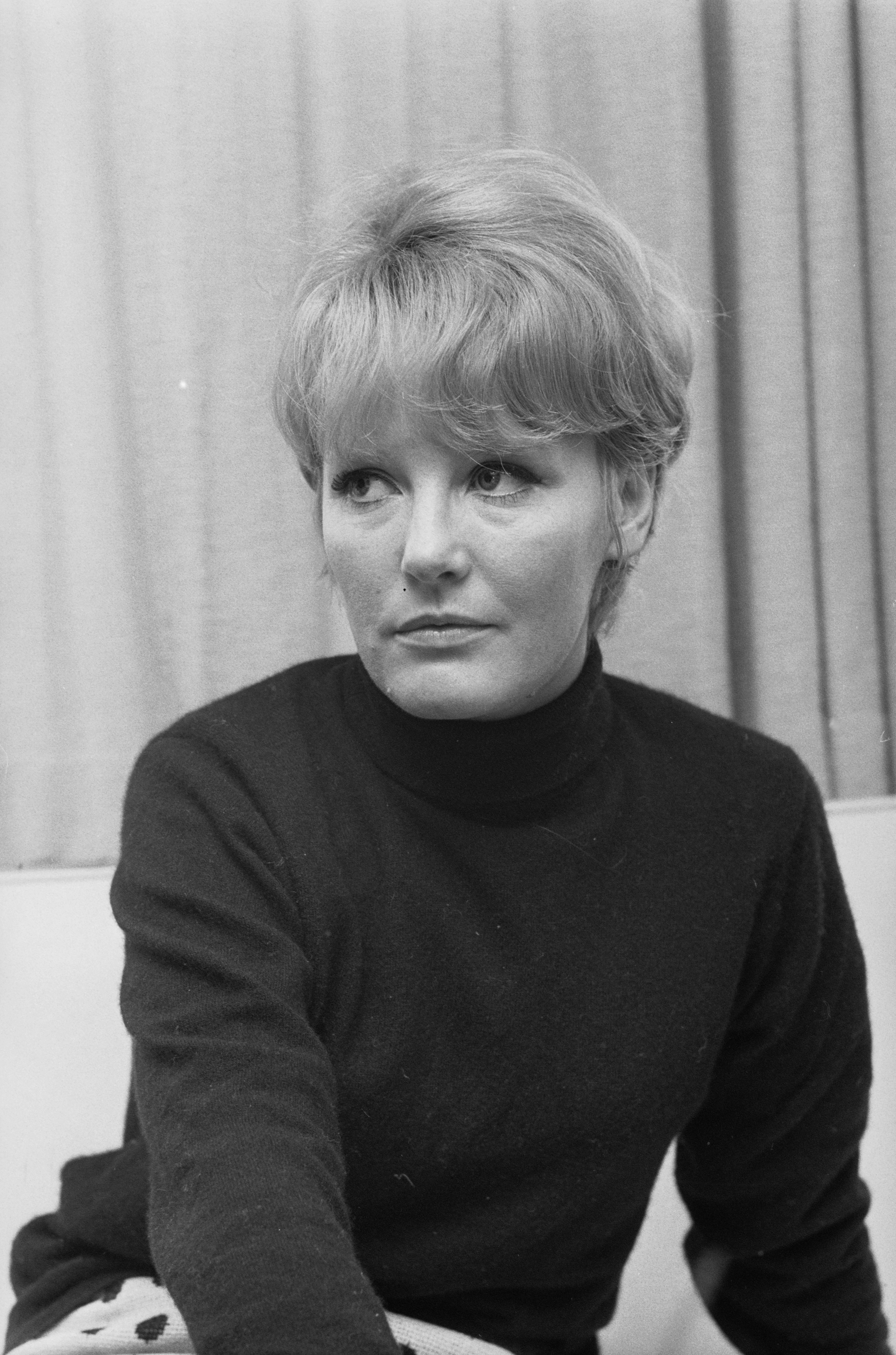
Petula Clark; * 15. November

- 15. November: Petula Clark, britische Schauspielerin und Schlagersängerin
- 20. November: John Barnes Chance, US-amerikanischer Komponist († 1972)
- 20. November: Else Dehli, norwegische Opernsängerin im Stimmfach Sopran
- 20. November: Don Durant, US-amerikanischer Schauspieler und Sänger († 2005)
- 23. November: Solange Berry, belgische Sängerin († 2018)
- 23. November: Ruth Watson Henderson, kanadische Komponistin, Pianistin und Musikpädagogin
- 26. November: Kiane Zawadi, US-amerikanischer Jazzposaunist († 2024)
- 28. November: Gato Barbieri, argentinischer Filmkomponist und Jazzmusiker († 2016)
- 28. November: Jerry Coker, US-amerikanischer Jazzmusiker und Autor († 2024)
- 28. November: Kurt Horres, deutscher Regisseur, Theaterintendant und Hochschullehrer († 2023)
- 29. November: Antoine Tisné, französischer Komponist († 1998)

### Dezember
- 03. Dezember: Delbert Barker, US-amerikanischer Country- und Rockabilly-Musiker († 2024)
- 03. Dezember: Corry Brokken, niederländische Chanson- und Schlagersängerin, Radio- und Fernsehmoderatorin († 2016)
- 04. Dezember: François Deguelt, französischer Chansonsänger († 2014)

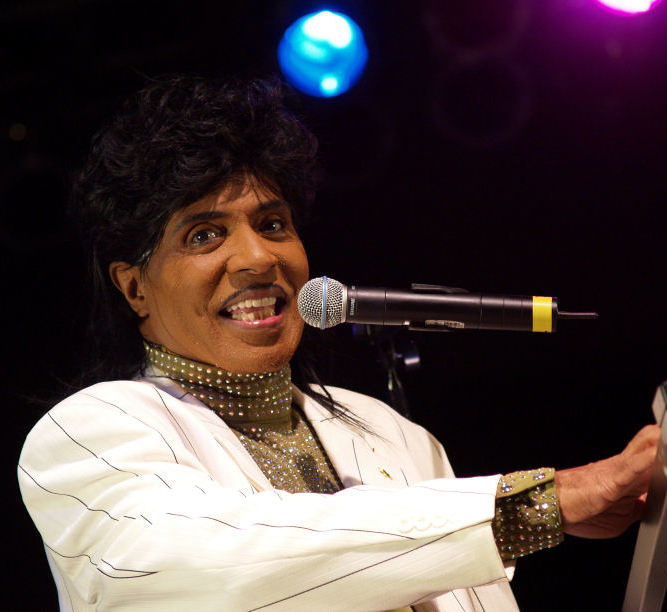
Little Richard; * 5. Dezember

- 05. Dezember: Little Richard, US-amerikanischer Sänger und Rock’n’Roll-Pianist († 2020)
- 06. Dezember: Veronica Jochum von Moltke, deutsche Pianistin
- 09. Dezember: Donald Byrd, US-amerikanischer Jazztrompeter († 2013)
- 10. Dezember: Godehard Joppich, deutscher Theologe, Kantor und Professor († 2024)
- 14. Dezember: Charlie Rich, US-amerikanischer Country-Sänger († 1995)
- 15. Dezember: Elaine Barkin, US-amerikanische Komponistin und Musikpädagogin († 2023)
- 15. Dezember: Jesse Belvin, US-amerikanischer R&B-Sänger († 1960)
- 16. Dezember: Ted Easton, niederländischer Jazzmusiker († 1990)
- 16. Dezember: Rodion Konstantinowitsch Schtschedrin, russischer Komponist und Pianist
- 19. Dezember: Rainer Bertram, deutscher Schlagersänger († 2004)
- 23. Dezember: Tito Lara, puerto-ricanischer Sänger und Schauspieler († 1987)

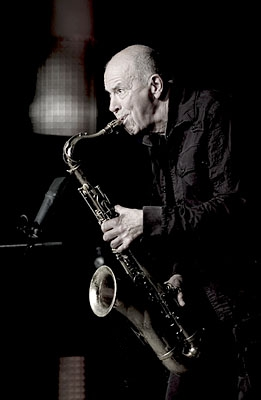
Heinz Sauer; * 25. Dezember

- 25. Dezember: Heinz Sauer, deutscher Jazzmusiker (Saxophon)
- 25. Dezember: Clive Westlake, britischer Songwriter († 2000)
- 28. Dezember: Katy Bødtger, dänische Sängerin († 2017)
- 30. Dezember: H. Leslie Adams, US-amerikanischer Komponist und Pianist († 2024)

### Genaues Geburtsdatum unbekannt
- Billy Kaye, US-amerikanischer Jazzmusiker († 2022)
- Ursula Keusen-Nickel, deutsche Violoncellistin, Komponistin und Musikpädagogin
- Mahapurush Misra, indischer Tablaspieler († 1987)
- Ahmed Piro, marokkanischer Musiker († 2024)
- Cynthia Turner, maltesische Pianistin († 2021)

## Gestorben

### Januar bis Juni
- 17. Januar: Hermann Müller, deutscher römisch-katholischer Geistlicher, Theologe und Kirchenmusiker (* 1868)
- 27. Januar: Mortimer Wilson, US-amerikanischer Komponist (* 1876)
- 22. Februar: George MacFarlane, US-amerikanischer Sänger und Schauspieler (* 1878)
- 00. Februar: Laura Smith, US-amerikanische Vaudeville-Blues- und Country-Blues-Sängerin (* 1882)

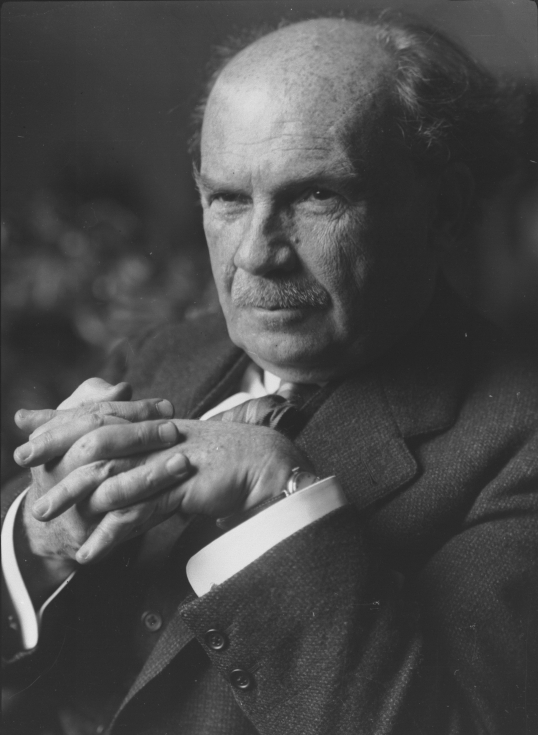
Eugen d’Albert; † 3. März

- 03. März: Eugen d’Albert, deutscher Komponist (* 1864)
- 12. März: Hugo Bock, deutscher Musikverleger (* 1848)
- 27. März: Alfred Ahlborn, deutscher Organist und Musiklehrer (* 1851)
- 03. April: Friedrich Wilhelm Franke, deutscher Organist (* 1862)
- 05. April: Walther Richard Linnemann, deutscher Musikverleger (* 1874)
- 16. April: Ferruccio Cattelani, italienischer Komponist (* 1867)
- 04. Mai: José Mardones, spanischer Opernsänger (* 1868)
- 07. Mai: Roméo Beaudry, kanadischer Komponist, Musikkritiker, -produzent und -verleger (* 1882)
- 01. Juni: Bernard Crocé-Spinelli, französischer Komponist (* 1871)
- 05. Juni: Karl Stiegler, österreichischer Hornist und Professor (* 1876)
- 07. Juni: Emil Paur, österreichischer Dirigent und Komponist (* 1855)
- 09. Juni: Peter Epstein, deutscher Musikwissenschaftler und Hochschullehrer (* 1901)
- 00. Juni: Virginia Liston, US-amerikanische Blues- und Jazzsängerin, auch Songwriter (* um 1890)

### Juli bis Dezember
- 03. Juli: Theo Nestler, deutscher Komponist und Chorleiter (* 1868)
- 08. Juli: Samuel Castriota, argentinischer Tangopianist, Gitarrist, Bandleader und Komponist (* 1885)
- 27. Juli: Alexandre-M. Clerk, kanadischer Komponist und Dirigent (* 1861)
- 29. Juli: Amelia Bailey, australische Sängerin (* 1842)
- 18. August: George Whitfield Andrews, US-amerikanischer Komponist, Organist und Musikpädagoge (* 1861)
- 18. August: Ida Hiedler, österreichische Opernsängerin (* 1867)
- 21. August: Frederick Corder, englischer Komponist (* 1852)
- 27. August: Alessandro Onofri, italienischer Organist und Komponist (* 1874)

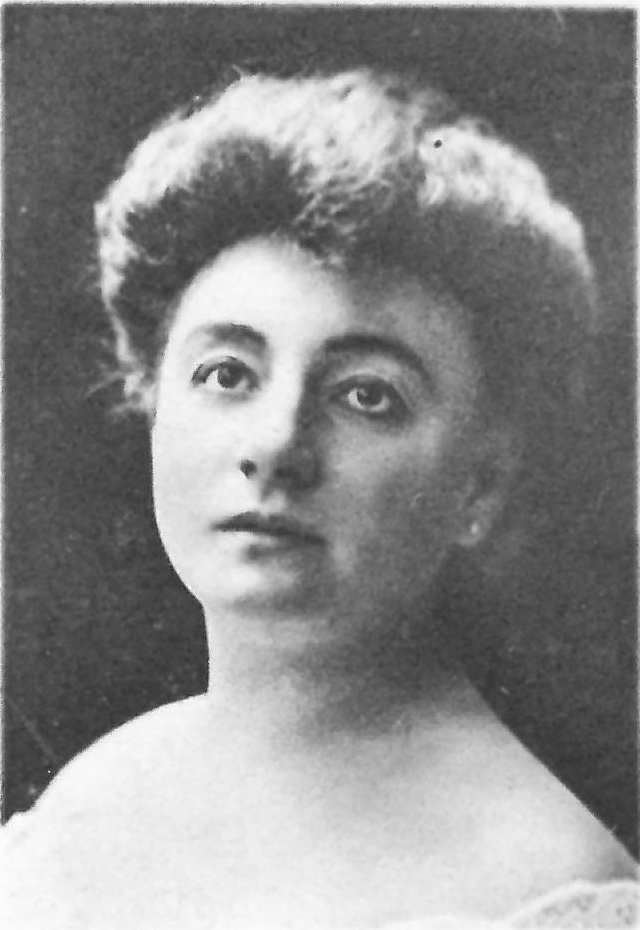
Irene Abendroth; † 1. September

- 01. September: Irene Abendroth, deutsche Sängerin (* 1872)
- 01. September: Santos Cifuentes, kolumbianischer Komponist (* 1870)
- 07. September: Josefine von Artner, österreichisch-deutsche Opernsängerin und Gesangspädagogin (* 1869)
- 07. September: Albert David Jordan, kanadischer Organist, Dirigent und Musikpädagoge (* 1877)
- 07. September: Theodor Kolle, deutscher Opernsänger (Bass), Musikdirektor und Gesangspädagoge (* 1844)
- 10. September: Franz Liftl, österreichischer Musiker und Komponist (* 1864)
- 20. September: Léon Ringuet, kanadischer Organist, Dirigent und Komponist (* 1858)
- 03. Oktober: Émiliano Renaud, kanadischer Pianist, Organist, Musikpädagoge und Komponist (* 1875)
- 19. Oktober: Arthur Friedheim, russisch-deutscher Pianist und Komponist (* 1859)
- 31. Oktober: Hermine Finck, deutsche Sängerin und Gesangspädagogin (* 1868)
- 26. November: Vincenzo Appiani, italienischer Komponist, Pianist und Musikpädagoge (* 1850)
- 28. November: Anton van Rooy, niederländischer Konzert- und Opernsänger (* 1870)
- 22. Dezember: François-Xavier Mercier, kanadischer Sänger, Musikpädagoge und Komponist (* 1867)
- 24. Dezember: Eyvind Alnæs, norwegischer Komponist (* 1872)

### Gestorben nach 1932
- Éva Plouffe, kanadische Pianistin und Komponistin (* 1877)